# 심원철
심원철(1968년 5월 1일 ~ )은 대한민국의 배우이다.

## 학력
- 강릉명륜고등학교 졸업
- 강릉대학교 서양화 학사

## 출연작

### 방송
- 《개그콘서트》
- 《시사터치 코미디파일》
- 《폭소대작전》

### 영화
- 《조작된 도시》 (2017년) - 엄폐 역
- 《내 남자의 순이》 (2010년) - 춘배파 에이스 조직원 역
- 《맨데이트: 신이 주신 임무》 (2008년) - 이 반장 역
- 《스페어》 (2008년) - 강원도 고수 (목소리) 역
- 《만남의 광장》 (2007년) - 덕용 역
- 《웰컴 투 동막골》 (2005년) - 석용 역
- 《조폭 마누라 2 - 돌아온 전설》 (2003년) - 마징가 역
- 《조폭 마누라》 (2001년) - 마징가 역
- 《티라노의 발톱》 (1994년) - 원시인 역

### 연극
- 《기막힌 캐스팅》
- 《플레이대디》
- 《아빠는 월남스키부대》

## 수상
- 1994년 KBS 대학개그제 대상